# Адміністративний устрій Житомирського району (1939—2020)
Головна стаття — Житомирський район (1939—2020)
Адміністративний устрій Житомирського району — адміністративно-територіальний поділ Житомирського району Житомирської області на міську та 4 сільські громади, 1 селищну і 16 сільських рад, які об'єднують 90 населених пунктів та підпорядковані Житомирській районній раді. Адміністративний центр — місто Житомир, яке є містом обласного значення та не входить до складу району.

## Список громад Житомирського району
| № | Назва                         | Центр         | Населені пункти | Площа км² | Місце за площею | Населення (2001), чол. | Місце за населенням |
| - | ----------------------------- | ------------- | --- | --------- | --------------- | ---------------------- | ------------------- |
| 1 | Глибочицька сільська громада  | Глибочиця     | с. Березина с. Гадзинка с. Глибочиця с. Нова Вигода |           |                 |                        |                     |
| 2 | Житомирська міська громада    | Житомир       | с. Вереси |           |                 |                        |                     |
| 3 | Оліївська сільська громада    | Оліївка       | с. Довжик с. Кам'янка с. Новоселиця с. Оліївка с. Піщанка с. Світин с. Сонячне |           |                 |                        |                     |
| 4 | Станишівська сільська громада | с. Станишівка | с. Бистрі с. Вершина с. Грабівка с. Зарічани с. Кодня с. Кринички с. Леонівка с. Лісівщина с. Ліщин с. Лука с. Миролюбівка с. Млинище с. Мошківка с. Піски с. Скоморохи с. Слобода-Селець с. Станишівка с. Тарасівка с. Туровець с. Червоний Степок |           |                 |                        |                     |
| 5 | Тетерівська сільська громада  | с. Тетерівка  | с. Буки с. Дениші с. Катеринівка с. Корчак с. Михайлівка с. Нова Рудня с. Перлявка с. Руденька с. Тетерівка с. Тригір'я с. Улянівка |           |                 |                        |                     |

## Список рад Житомирського району
| №  | Назва                             | Центр              | Населені пункти                                                   | Площа км² | Місце за площею | Населення (2001), чол. | Місце за населенням |
| -- | --------------------------------- | ------------------ | ----------------------------------------------------------------- | --------- | --------------- | ---------------------- | ------------------- |
| 1  | Новогуйвинська селищна рада       | смт Новогуйвинське | смт Гуйва смт Новогуйвинське смт Озерне                           |           |                 |                        |                     |
| 2  | Березівська сільська рада         | с. Березівка       | с. Березівка с. Богданівка с. Дубовець с. Черемошне               |           |                 |                        |                     |
| 3  | Василівська сільська рада         | с. Василівка       | с. Болярка с. Василівка с. Мусіївка с. Нова Василівка с. Рудківка |           |                 |                        |                     |
| 4  | Вертокиївська сільська рада       | с. Вертокиївка     | с. Вертокиївка с. Городище с. Іванківці                           |           |                 |                        |                     |
| 5  | Високопічська сільська рада       | с. Висока Піч      | с. Висока Піч с. Покостівка с. Рудня-Пошта с. Старошийка          |           |                 |                        |                     |
| 6  | Глибочанська сільська рада        | с. Глибочок        | с. Глибочок с. Крути                                              |           |                 |                        |                     |
| 7  | Головенківська сільська рада      | с. Головенка       | с. Головенка с. Залізня                                           |           |                 |                        |                     |
| 8  | Заможненська сільська рада        | с. Заможне         | с. Заможне                                                        |           |                 |                        |                     |
| 9  | Іванівська сільська рада          | с. Іванівка        | с. Барашівка с. Бондарці с. Давидівка с. Іванівка                 |           |                 |                        |                     |
| 10 | Левківська сільська рада          | с. Левків          | с. Левків с. Калинівка с. Клітчин                                 |           |                 |                        |                     |
| 11 | Озерянківська сільська рада       | с. Озерянка        | с. Озерянка с. Павленківка с. Ружки                               |           |                 |                        |                     |
| 12 | Руднє-Городищенська сільська рада | с. Рудня-Городище  | с. Гай с. Роздольне с. Рудня-Городище с. Соснівка                 |           |                 |                        |                     |
| 13 | Садківська сільська рада          | с. Садки           | с. Вигода с. Садки                                                |           |                 |                        |                     |
| 14 | Сінгурівська сільська рада        | с. Сінгури         | с. Вишневе с. Волиця с. Двірець с. Пряжів с. Сінгури              |           |                 |                        |                     |
| 15 | Троянівська сільська рада         | с. Троянів         | с. Ставецьке с. Троянів                                           |           |                 |                        |                     |

## Список рад Житомирського району до початку реформи
| №  | Назва                             | Центр              | Населені пункти                                                   | Площа км² | Місце за площею | Населення (2001), чол. | Місце за населенням |
| -- | --------------------------------- | ------------------ | ----------------------------------------------------------------- | --------- | --------------- | ---------------------- | ------------------- |
| 1  | Новогуйвинська селищна рада       | смт Новогуйвинське | смт Новогуйвинське смт Гуйва смт Озерне                           |           |                 |                        |                     |
| 2  | Березівська сільська рада         | с. Березівка       | с. Березівка с. Богданівка с. Дубовець с. Черемошне               |           |                 |                        |                     |
| 3  | Буківська сільська рада           | с. Буки            | с. Буки с. Нова Рудня с. Руденька с. Тригір'я                     |           |                 |                        |                     |
| 4  | Василівська сільська рада         | с. Василівка       | с. Василівка с. Болярка с. Мусіївка с. Нова Василівка с. Рудківка |           |                 |                        |                     |
| 5  | Вересівська сільська рада         | с. Вереси          | с. Вереси                                                         |           |                 |                        |                     |
| 6  | Вертокиївська сільська рада       | с. Вертокиївка     | с. Вертокиївка с. Городище с. Іванківці                           |           |                 |                        |                     |
| 7  | Високопічська сільська рада       | с. Висока Піч      | с. Висока Піч с. Покостівка с. Рудня-Пошта с. Старошийка          |           |                 |                        |                     |
| 8  | Глибочанська сільська рада        | с. Глибочок        | с. Глибочок с. Крути                                              |           |                 |                        |                     |
| 9  | Глибочицька сільська рада         | с. Глибочиця       | с. Глибочиця с. Березина с. Гадзинка с. Нова Вигода               |           |                 |                        |                     |
| 10 | Головенківська сільська рада      | с. Головенка       | с. Головенка с. Залізня                                           |           |                 |                        |                     |
| 11 | Денишівська сільська рада         | с. Дениші          | с. Дениші с. Михайлівка с. Улянівка                               |           |                 |                        |                     |
| 12 | Заможненська сільська рада        | с. Заможне         | с. Заможне                                                        |           |                 |                        |                     |
| 13 | Зарічанська сільська рада         | с. Зарічани        | с. Зарічани                                                       |           |                 |                        |                     |
| 14 | Іванівська сільська рада          | с. Іванівка        | с. Іванівка с. Барашівка с. Бондарці с. Давидівка                 |           |                 |                        |                     |
| 15 | Кам'янська сільська рада          | с. Кам'янка        | с. Кам'янка с. Довжик с. Новоселиця с. Сонячне                    |           |                 |                        |                     |
| 16 | Коднянська сільська рада          | с. Кодня           | с. Кодня                                                          |           |                 |                        |                     |
| 17 | Корчацька сільська рада           | с. Корчак          | с. Корчак с. Катеринівка с. Перлявка                              |           |                 |                        |                     |
| 18 | Левківська сільська рада          | с. Левків          | с. Левків с. Калинівка с. Клітчин                                 |           |                 |                        |                     |
| 19 | Ліщинська сільська рада           | с. Ліщин           | с. Ліщин с. Тарасівка                                             |           |                 |                        |                     |
| 20 | Луківська сільська рада           | с. Лука            | с. Лука с. Вершина с. Млинище                                     |           |                 |                        |                     |
| 21 | Миролюбівська сільська рада       | с. Миролюбівка     | с. Миролюбівка с. Леонівка с. Червоний Степок                     |           |                 |                        |                     |
| 22 | Озерянківська сільська рада       | с. Озерянка        | с. Озерянка с. Павленківка с. Ріжки                               |           |                 |                        |                     |
| 23 | Оліївська сільська рада           | с. Оліївка         | с. Оліївка с. Піщанка с. Світин                                   |           |                 |                        |                     |
| 24 | Пісківська сільська рада          | с. Піски           | с. Піски с. Скоморохи                                             |           |                 |                        |                     |
| 25 | Руднє-Городищенська сільська рада | с. Рудня-Городище  | с. Рудня-Городище с. Гай с. Роздольне с. Соснівка                 |           |                 |                        |                     |
| 26 | Садківська сільська рада          | с. Садки           | с. Садки с. Вигода                                                |           |                 |                        |                     |
| 27 | Сінгурівська сільська рада        | с. Сінгури         | с. Сінгури с. Вишневе с. Волиця с. Двірець с. Пряжів              |           |                 |                        |                     |
| 28 | Станишівська сільська рада        | с. Станишівка      | с. Станишівка с. Бистрі с. Слобода-Селець                         |           |                 |                        |                     |
| 29 | Тетерівська сільська рада         | с. Тетерівка       | с. Тетерівка                                                      |           |                 |                        |                     |
| 30 | Троянівська сільська рада         | с. Троянів         | с. Троянів с. Ставецьке                                           |           |                 |                        |                     |
| 31 | Туровецька сільська рада          | с. Туровець        | с. Туровець с. Грабівка с. Кринички с. Лісівщина с. Мошківка      |           |                 |                        |                     |

* Примітки: м. — місто, смт — селище міського типу, с. — село

## Історія
Район утворено 14 травня 1939 року, з назвою Житомирський сільський район Житомирської області, у складі Альбінівської, Барашівської, Буківської, Березівської, Вацьківської, Василівської, Вересівської, Високо-Пічської, Гадзинської, Голіївської, Дубовецької, Денишівської, Здань-Болярської, Калинівської, Корчацької, Кам'янської, Крошнє-Чеської, Крошнє-Української, Левківської, Ново-Рудненської, Пісківської, Пряжівської, Псищанської, Покостівської, Садківської, Сінгурівської, Скоморохської, Станишівської, Старо-Шиєцької, Улянівської, Черемошненської, Шиєцько-Будської та Янушевицької сільських рад Житомирської міської ради.
В 1941-43 роках територія району входила до гебітскомісаріату Житомир Генеральної округи Житомир та складалася з Андріївської, Будянської, Бистрівської, Вигодської, Давидівської, Довжицької, Дальнійської, Катеринівської, Михайлівської, Новокрошенської, Новоселицької, Ново-Березинської, Піщанської, Перлявської, Поправської, Рудківської, Руднє-Поштівської, Слободо-Селецької, Смоківської, Старо-Болярської, Світинської, Хинчанської та Шиєцько-Будської сільських управ.
11 серпня 1954 року ліквідовано Будянську (Шиєцько-Будську), Дубовецьку, Здань-Болярську, Іванівську (Янушевицьку), Крошнянську Другу, Новоруднянську, Пряжівську, Скоморохівську, Старошийківську, Тетерівську, Черемошненську, 17 грудня 1956 року — Калинівську, 12 травня 1958 року — Барашівську, Гайську, Голіївську, Двірецьку, Залізнянську, Кам'янську, Покостівську, Садківську, Улянівську сільські ради.
30 грудня 1962 року район ліквідовано, територію передано до Коростишівського та Бердичівського (2 сільради) районів.
Відновлений 4 січня 1965 року в колишньому складі, з доповненням Туровецькою сільською радою Коростишівського та Андріївською, Бабичівською, В'юнківською, Івановицькою, Колодіївською, Кошелівською, Курненською, Мартинівською, Новозаводською, Очеретянською, Пулино-Гутянською, Стрибізькою, Теньківською та Червоноармійською сільськими радами ліквідованого Червоноармійського районів.
10 березня 1966 року в складі району утворено (відновлено) Тетерівську, з адміністративним центром у с. Тетерівка, сільську раду. 8 грудня 1966 року сільські ради, що увійшли після розформування Червоноармійського району, було повернуто до складу відновленого Червоноармійського району.
13 березня 1971 року ліквідовано Крошнянську та Соколовогірську селищні ради, територію включено до м. Житомир, відновлено Кам'янську сільську раду.
3 березня 1987 року утворено (відновлено) Заможненську, 14 листопада 1991 року відновлено Садківську, 17 квітня 1996 року утворено Головенківську сільські ради.
До початку адміністративно-територіальної реформи в Україні (станом на початок 2015 року) до складу району входили 1 селищна та 30 сільських рад.
7 серпня 2015 року у складі району було утворено Тетерівську сільську територіальну громаду з адміністративним центром у с. Тетерівка, до складу якої увійшли та 17 листопада 2015 року були ліквідовані Буківська, Денишівська, Корчацька та Тетерівська сільські ради Житомирського району.
19 липня 2016 року у складі району утворено Станишівську сільську територіальну громаду з адміністративним центром у с. Станишівка, до складу котрої увійшли та 30 грудня 2016 року були виключені з облікових даних Зарічанська, Ліщинська, Луківська, Пісківська, Станишівська та Туровецька сільські ради.
27 березня 2017 року утворено Глибочицьку сільську територіальну громаду з адміністративним центром у с. Глибочиця, внаслідок чого 30 листопада 2017 року припинила існування Глибочицька сільська рада.
14 липня 2017 року було утворено Оліївську сільську територіальну громаду з центром у с. Оліївка, внаслідок чого припинили існування Кам'янська та Оліївська сільські ради.
27 вересня 2018 року Вересівська сільська рада увійшла до складу Житомирської міської територіальної громади та була знята з обліку.
На час ліквідації району, відповідно до Постанови Верховної Ради України від 17 липня 2020 року, до його складу входили 4 сільські громади, селищна та 14 сільських рад.